# 柳秀旼
柳 秀旼（リュ・スミン、류수민、1979年9月13日 - ）は、大韓民国の文化放送 (MBC) 所属のアナウンサー。延世大学校国語国文学科を卒業し、2003年にMBCにアナウンサーとして入局した。
2006年7月に始まった毎週金曜放送の子供を対象とする番組『로그인 싱싱뉴스』（ログイン シンシンニュース）に出演中の2007年4月、共に番組の司会進行を務めるアナウンサーのキム・ワンテと共にソウル市教育庁から広報大使を委嘱された。2008年にはワールド・ミス・ユニバーシティ大会の審査委員を務めた。